# Бердар Василь Дмитрович
Василь Дмитрович Берда́р (нар. 24 грудня 1930, село Довге, нині Іршавський район, Закарпатська область — пом. 2001) — український живописець. Член Національної спілки художників України (від 1983).

## Життєпис
У 1956 закінчив Ужгородське училище прикладного мистецтва (згодом на його базі створено Закарпатський художній інститут). Викладачами з фаху були Йосип Бокшай, Адальберт Ерделі, Андрій Коцка.
Учителював, працював оформлювачем (у 1968—1976).
У 1976—1990 був художником-оформлювачем Закарпатського обласного художньо-виробничого комбінату.
У 1990 перейшов на творчу роботу.
Від 1957 бере участь в обласних, республіканських і міжнародних виставках.
У 1980 та 1995 відбулися його особисті виставки в Іршаві, а 2001 — в Ужгороді.
Тематика творів митця — переважно краєвиди, етюди природи. Твори Бердара зберігаються у виставковому фонді Дирекції виставок Національної спілки художників України, в Закарпатському художньому музеї в Ужгороді, у фондах Міністерства культури й мистецтв України.